# Arcola (Illinois)
Arcola je grad u američkoj saveznoj državi Ilinois. Prema popisu stanovništva iz 2010. u njemu je živjelo 2.916 stanovnika.